# Micrurus putumayensis
Micrurus putumayensis är en ormart som beskrevs av Lancini 1962. Micrurus putumayensis ingår i släktet korallormar, och familjen giftsnokar. Inga underarter finns listade i Catalogue of Life.
Denna orm förekommer i nordöstra Peru samt i angränsande områden av Ecuador och Brasilien. Arten lever i låglandet mellan 60 och 120 meter över havet. Individerna vistas i regnskogar, ofta med palmer av släktet Mauritia som dominerande växt. Micrurus putumayensis har liksom andra korallormar ett giftigt bett. Honor lägger ägg.
För beståndet är inga hot kända. Hela populationen anses vara stabil. IUCN listar arten som livskraftig (LC).